# Waldemar Bonsels
Jakob Ernst Waldemar Bonsels dit Waldemar Bonsels, né le 21 février 1880 à Ahrensburg (province du Schleswig-Holstein, Empire allemand) et mort le 31 juillet 1952 à Münsing (Bavière, Allemagne de l'Ouest), est un écrivain allemand de livres pour enfants. Il est surtout célèbre pour sa création du personnage de Maya l'abeille.

## Biographie

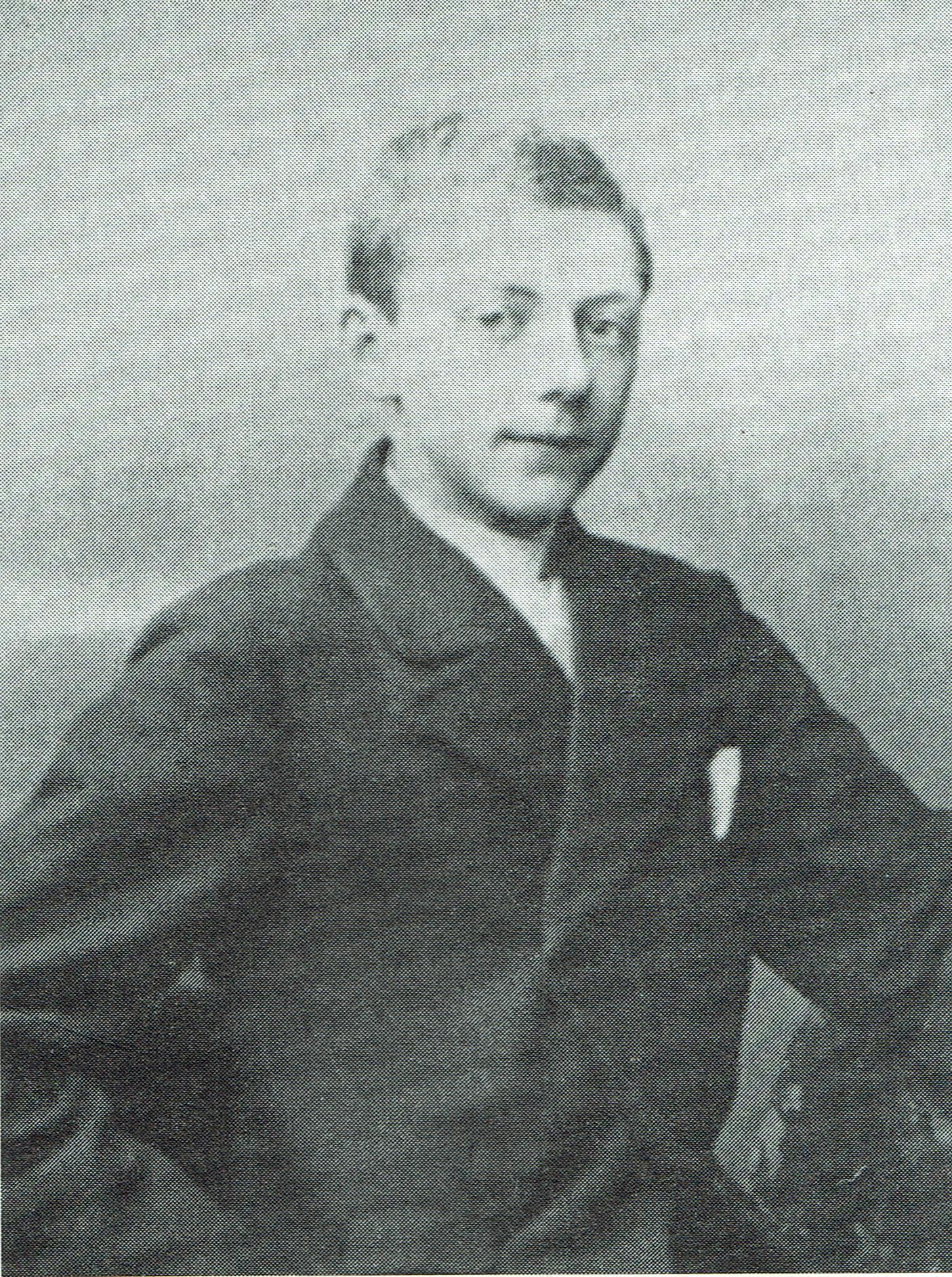
Waldemar Bonsels à l'âge de 15 ans.

### Naissance et famille
Waldemar Bonsels naît le 21 février 1880 à Ahrensburg (province du Schleswig-Holstein).
Il est le deuxième de cinq enfants. Son père Reinhold Bonsels (1848-1923) abandonne sa pharmacie à Ahrensburg en 1884 et étudie l'odontologie à Berlin. De 1890 à 1897, il a  son propre cabinet dentaire à Kiel, en 1898, il s'installe dans la Fondation von Bodelschwingh de Bethel (de) à Bielefeld.[réf. souhaitée]

### Création de Maya l'abeille
À l'âge de 17 ans, Waldemar Bonsels s'enfuit de la maison de ses parents et du lycée de Kiel : il sort de ses liens bourgeois et se retrouve dans la liberté d'une vie de nature et d'aventure. Il passe par l'Allemagne, de nombreux pays européens, plus tard principalement l'Inde, l'Égypte et l'Amérique. Pendant un certain temps, il travaille comme éditeur à Munich, pendant la Première Guerre mondiale, il est reporter sur le front de l'Est et en 1925, il entreprend une expédition cinématographique avec Adolph von Dungern dans la région amazonienne. Ses efforts littéraires le conduisent vers un succès rapide. Ses deux livres pour enfants Die Biene Maja (1912) et Himmelsvolk (1915) lui valent une renommée mondiale. Ils reprennent les motifs des contes de fées romantiques de fleurs, d'animaux et d'elfes, les portent avec imagination et les relient à des intentions discrètement instructives. Le cycle de romans Mario (1938) met l'accent sur la préoccupation idéologique en plus de la représentation individuelle. Comme dans de nombreux autres récits et récits de voyage, en particulier les Notes d'un vagabond (cycle, 1930) et le Voyage en Inde (1917), il traite de la relation de l'individu à la grande et complète unité de la nature, qui lui confère un droit de domination inconditionnel. Le mental et le spirituel de l'homme se fondent dans la nature en tant que partie intégrante de celle-ci. Détaché de toute exigence éthique, le mal apparaît comme un pouvoir d'action aussi nécessaire que le bien. À partir d'éléments du christianisme et de diverses religions orientales, il développe une croyance en la lumière dans laquelle son mysticisme de la nature devrait trouver sa plus haute expression. Enfin, dans le roman Das vergessene Licht (1951, nouvelle édition de Dositos, 1948), il transfère ses idées idéologiques de base au monde matériel biblique et historique, aspirant à une union de l'esprit grec avec le christianisme et à une foi naturelle sans démon.
Stylistiquement, Waldemar Bonsels est influencé par le nouveau romantisme et le mysticisme de la nature. Son observation vive et sensible de la nature au cours de ses nombreux voyages et son désir de théâtre et d'aventure se reflètent dans ses contes pour enfants.

### Adhésion à l'idéologie nationale-socialiste
Waldemar Bonsels était un antisémite ouvertement assumé et, en 1933, il a exprimé son soutien à la politique nazie contre les juifs dans un article de presse largement diffusé (« NSDAP und Judentum »), il a qualifié les Juifs d'« ennemi mortel » qui « empoisonne la culture »,,.

### Mort
Waldemar Bonsels meurt le 31 juillet 1952 à Münsing (Bavière).

## Publications

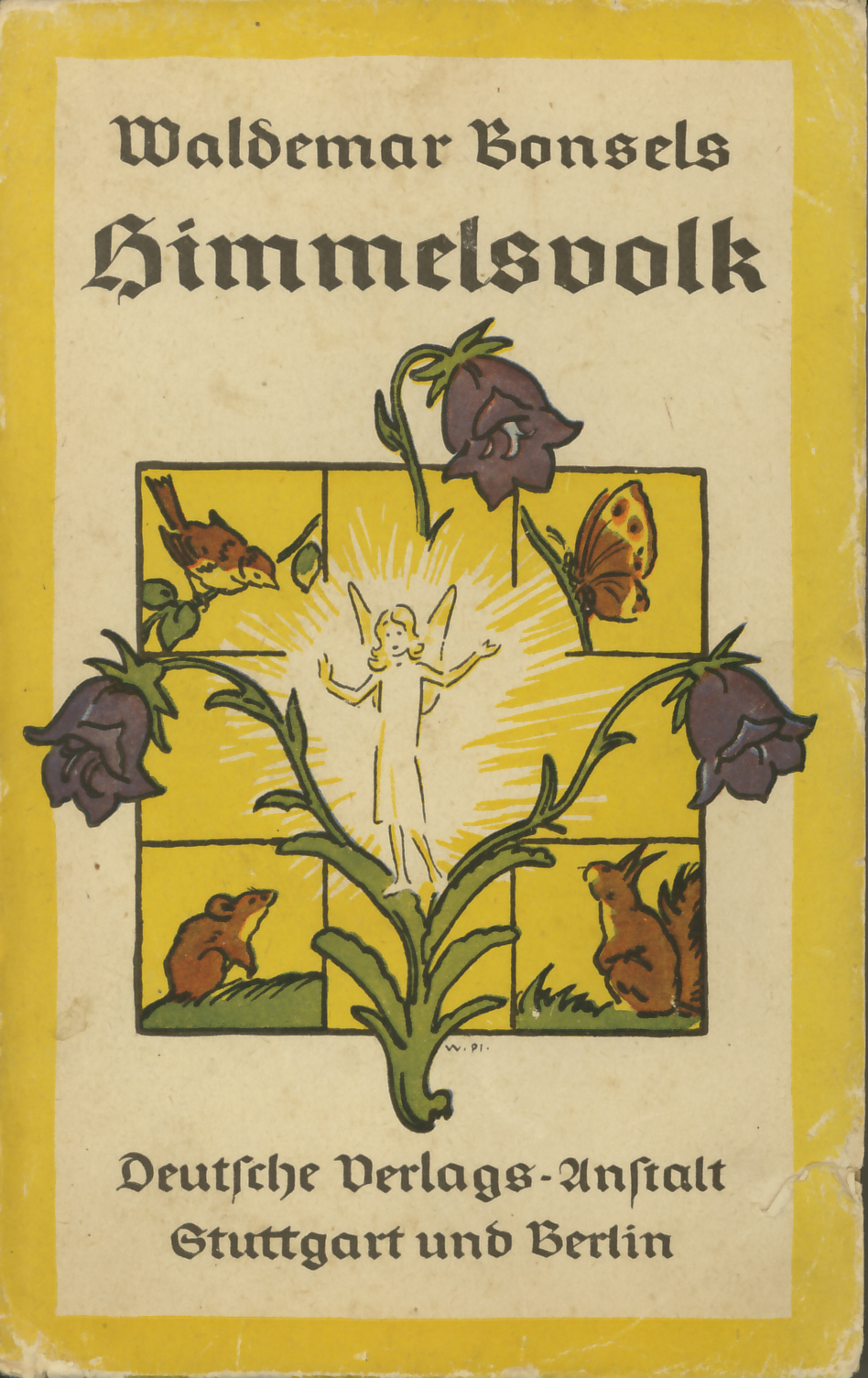
Himmelsvolk.

- Mein Austritt aus der Baseler Missions-Industrie und seine Gründe: Ein offener Brief an die Baseler Missions-Gemeinde in Württemberg und der Schweiz. E. W. Bonsels Verlag, Munich, 1904
- Ave vita morituri te salutant. E. W. Bonsels Verlag, Munich, 1906
- Mare. Die Jugend eines Mädchens. F. Fontane & Co., Berlin, 1907
- Kyrie eleison. E. W. Bonsels Verlag, Munich 1908
- Blut. Janssen, Hambourg, 1909
- Don Juans Tod. Carl Friedr. Strauß, Munich, 1910
- Das Feuer. Carl Friedr. Strauß, Munich, 1910
- Der tiefste Traum. Schuster & Loeffler, Berlin, 1911
- Die Toten des ewigen Krieges. Schuster & Loeffler, Berlin, 1911
- Die Biene Maja und ihre Abenteuer (Maya l'Abeille). Schuster & Loeffler, Berlin, 1912[8]
- Das Anjekind. Schuster & Loeffler, Berlin, 1913
- Himmelsvolk (Peuple du ciel). Schuster & Loeffler, Berlin, 1915
- Indienfahrt (Voyage en Inde). Rütten & Loening, Francfort-sur-le-Main, 1916
- Der Pfarrer von Norby. Schmidkunz, Munich, 1916. À partir de 1919 titré Norby – Eine dramatische Dichtung réédité chez Schuster &Loeffler
- Menschenwege. Aus den Notizen eines Vagabunden. Rütten & Loening, Francfort-sur-le-Main, 1917
- Don Juan. Schuster & Loeffler, Berlin, 1919 (poème épique commencé en 1906 ; les quatre derniers chants ont été publiés en 1910 par Carl Friedrich Strauß à Munich sous le titre Don Juans Tod ; l'œuvre a été achevée en 1914). Édition : 3 000 exemplaires
- Leben ich grüße dich. Otto Janke, Berlin, 1921
- Eros und die Evangelien. Aus den Notizen eines Vagabunden. Rütten & Loening, Francfort-sur-le-Main, 1921
- Narren und Helden. Aus den Notizen eines Vagabunden. Rütten & Loening, Francfort-sur-le-Main, 1923
- Der Wanderer zwischen Staub und Sternen. Deutsche Buch-Gemeinschaft, Berlin, 1926
- Mario und die Tiere. Deutsche Verlagsanstalt, Stuttgart, 1928
- Brasilianische Tage und Nächte. (avec Adolph von Dungern) Berlin, 1931.
- Tage der Kindheit. Ullstein, Berlin, 1931
- Der Reiter in der Wüste. Deutsche Verlagsanstalt, Stuttgart, 1935
- Marios Heimkehr. Deutsche Verlagsanstalt, Stuttgart, 1937
- Die Reise um das Herz. Cotta, Stuttgart, 1938
- Begegnungen. West-Ost, Berlin, 1940
- als Herausgeber: Der Hüter der Schwelle. Die Welt des Novalis, 1941
- Dositos. Ein mythischer Bericht aus der Zeitenwende. Münchner Buchverlag, Munich, 1943
- Mortimer. Der Getriebene der dunklen Pflicht. Kissner, Hambourg, 1946
- Runen und Wahrzeichen. Abendland, Wuppertal, 1947
- Die Herrschaft des Tieres. Gustav Spielberg Chronos Verlag, Berlin, 1949
- Gesamtausgabe. Deutsche Verlagsanstalt, 1992,  (ISBN 3-421-06482-2).